# Bùi Thanh Liêm
Bùi Thanh Liêm (30 tháng 6 năm 1949 - 26 tháng 9 năm 1981) là một Thiếu tá phi công bay thử nghiệm của Không quân nhân dân Việt Nam. Ông là phi hành gia dự bị cho chuyến bay Soyuz 37 trong chương trình khoa học không gian "Interkosmos" của Liên Xô. Năm 1980, ông được Nhà nước tặng thưởng Huân chương Hồ Chí Minh.

## Thân thế và sự nghiệp
Bùi Thanh Liêm sinh ngày 30 tháng 6 năm 1949 tại Hà Nội; cha ông là liệt sĩ Bùi Đình Lợi - Trưởng ban Quân báo thuộc Trung đoàn 148, mặt trận Tây Bắc. Cha ông qua đời vào năm 1950 khi Bùi Thanh Liêm mới tròn 6 tháng tuổi và chị gái ông chỉ mới lên hai.
Năm 1966, Bùi Thanh Liêm tốt nghiệp Trung học phổ thông (cấp 3), ông tình nguyện gia nhập Quân đội Nhân dân Việt Nam.
Ông trúng tuyển phi công, được quân đội cử đi đào tạo tại Liên Xô trở thành phi công tiêm kích MIG-21. Về nước ông được biên chế thuộc Trung đoàn không quân Sao Đỏ 921, Quân chủng Phòng không - Không quân.
Trong chiến tranh Việt Nam ông đã bắn rơi 2 chiếc máy bay của không lực Hoa Kỳ, chiến công đầu của ông là bắn rơi một máy bay F-4E  và ông đã được tặng thưởng 2 Huy hiệu Bác Hồ.
Năm 1973, ông được bổ nhiệm làm Phi đội trưởng.
Từ năm 1974 đến năm 1978, ông được cử đi học tại Học viện Không quân mang tên Yuri Alekseyevich Gagarin (tại Monino, Liên Xô).
Năm 1978, trở về nước ông được bổ nhiệm làm Trung đoàn phó - Tham mưu trưởng trung đoàn không quân Sao Đỏ 921, Quân chủng Phòng không - Không quân.
Tháng 4 năm 1979, ông được tuyển chọn là một trong hai ứng viên Du hành vũ trụ Việt Nam theo chương trình khoa học không gian Interkosmos của Liên Xô. Được đào tạo tại Trung tâm huấn luyện phi hành gia mang tên Yuri A. Gagarin (TsPK im. Y.A.Gagarin.
Sau khi hoàn thành xuất sắc khóa huấn luyện vũ trụ tổng hợp và chuẩn bị cho chuyến bay trên tàu vũ trụ "Liên hợp". Anh hùng phi công Phạm Tuân được chỉ định vào đội bay chính của tàu vũ trụ Soyuz-37, còn Bùi Thanh Liêm được chỉ định vào phi hành đoàn thứ hai (dự bị cho phi hành gia Phạm Tuân).
Năm 1980, Sau khi hoàn thành chương trình Interkosmos ông trở lại vị trí công tác tại Đoàn không quân Sao Đỏ 921 và tiếp tục phục vụ cho đến khi hy sinh trong khi thi hành nhiệm vụ.
Ngày 4 tháng 9 năm 1980, Bùi Thanh Liêm được Chủ tịch nước tặng thưởng Huân chương Hồ Chí Minh và Huân chương Lao động hạng Nhất.
Ngày 26 tháng 9 năm 1981, ông đã hy sinh trong một tai nạn máy bay MiG-21 khi đang thực thi nhiệm vụ huấn luyện trên vịnh Bắc Bộ.  Đến nay nguyên nhân cái chết của ông vẫn chưa được xác thực, có ý kiến cho rằng máy bay của ông đã vô tình bị tên lửa đất đối không RIM-66 Standard do một tàu tuần dương của hải quân Mỹ bắn hạ

## Gia đình
- Cha: Bùi Đình Lợi, liệt sĩ trong giai đoạn Kháng Chiến Chống Pháp[6].
- Mẹ: bà Ngọc Yến, từng là trưởng phòng Tổ chức của Nhà máy Bánh kẹo Hải Hà, Hà Nội. Bà có chồng và con trai là liệt sĩ và đã được Nhà nước tặng danh hiệu Bà mẹ Việt Nam anh hùng.
- Vợ: Dương Thị Tuyến, làm việc trong cơ quan của Bộ Nội vụ, bà là con gái của nhà Cách mạng Dương Quang Đông - nguyên Ủy viên thường vụ Xứ ủy Nam Bộ giai đoạn 1943-1945.

## Lịch sử thụ phong quân hàm
| Năm thụ phong | 1970                                         | 1974                                                | 1978                                      | 1980                                    |  |
| ------------- | -------------------------------------------- | --------------------------------------------------- | ----------------------------------------- | --------------------------------------- |  |
| Quân hàm      | Tập tin:Vietnam People's Army Lieutenant.jpg | Tập tin:Vietnam People's Army Senior Lieutenant.jpg | Tập tin:Vietnam People's Army Captain.jpg | Tập tin:Vietnam People's Army Major.jpg |  |
| Cấp bậc       | Trung úy                                     | Thượng úy                                           | Đại úy                                    | Thiếu tá                                |  |
|               |                                              |                                                     |                                           |                                         |  |

## Huân chương
- Huân chương Hồ Chí Minh hạng Nhất.
- Huân chương Lao động hạng Nhất.
- Huân chương Chiến công hạng Nhất, Nhì, Ba.
- Huân chương Chiến sỹ vẻ vang hạng Nhất, Nhì, Ba.
- 2 Huy hiệu Bác Hồ